# ماکسیم بلکوف
ماکسیم بلکوف (روسی: Максим Бельков؛ زادهٔ ۹ ژانویهٔ ۱۹۸۵) دوچرخه‌سوار اهل روسیه است.
از باشگاه‌هایی که در آن رکاب زده‌است می‌توان به تیم کاتیوشا–آلپتسین، ویلیر تریستینا–سله ایتالیا، و تیم دوچرخه‌سواری وکانسولیل–دی‌سی‌ام اشاره کرد.